# L'Affaire suisse
Pour plus de détails, voir Fiche technique et Distribution.
L'Affaire suisse est un film suisse et italien réalisé par Max Peter Ammann (de) et sorti en 1978.

## Synopsis
La police mène une enquête sur la mort mystérieuse d'un journaliste suisse, retrouvé mort dans la région milanaise, qui investiguait sur la fuite de capitaux à l'étranger.

## Fiche technique
- Titre allemand : Die Schweizer Affäre
- Titre français, italien : L'Affaire suisse
- Réalisation : Max Peter Ammann (de)
- Scénario : Fabio De Agostini, Peter Ammann, Bernhard Bengloan, Bruno Paolinelli (sous le nom John L. Huxley)
- Production :  Cromix, Productions cinématographiques Peter Ammann, Saba Cinematografica
- Producteurs : Bruno Paolinelli et Peter Ammann[1]
- Directeur de la photographie : Aldo Di Marcantonio
- Lieu de tournage : Genève, Suisse
- Musique : Giancarlo Chiaramello
- Montage : V. Verdecchi
- Durée : 98 minutes
- Dates de sortie: 
  - Suisse : 18 septembre 1978

## Distribution
- Jean Sorel : Paul Suter
- Brigitte Fossey : Mireille Wabre
- Franco Fabrizi : Poschetti
- Guido Alberti : Anione
- Silvano Tranquilli : Zurlini
- Michel Viala : Le chef de la police
- Guillaume Chenevière : Fonjallaz
- Colette Descombes : Olimpia
- Veronika Korosec : Rosemarie
- Paul Müller : Buhler

## Tournage
Le tournage du film a eu lieu entre le 3 octobre 1977 et le 10 décembre 1977, en Suisse et en Italie.